# بنجامين إف. ساندز
بنجامين إف. ساندز (بالإنجليزية: Benjamin Franklin Sands)‏ هو ضابط أمريكي، ولد في 11 فبراير 1811 في بالتيمور في الولايات المتحدة، وتوفي في 30 يونيو 1883 في واشنطن العاصمة في الولايات المتحدة.